# James G. Fujimoto
James G. Fujimoto (* 28. September 1957 in Chicago, Illinois) ist ein US-amerikanischer Elektroingenieur am Massachusetts Institute of Technology (MIT). Fujimoto gilt als Pionier der optischen Kohärenztomografie (OCT), zu deren breiter Anwendung und kommerziellem Erfolg er wesentlich beigetragen hat. Das Verfahren der OCT, das Fujimoto 1991 in Science vorstellte, gehört heute zu den Routineuntersuchungen in der Augenheilkunde bei der Diagnose von Erkrankungen wie Grüner Star, diabetische Retinopathie oder altersbedingte Makuladegeneration.
Fujimoto erwarb 1979 einen Bachelor, 1981 einen Master und 1984 bei Erich P. Ippen einen Ph.D. in Elektroingenieurwesen und Informatik (Electrical Engineering and Computer Science), jeweils am MIT. Seit 1985 gehört er ebendort zum Lehrkörper. Er ist heute (Stand 2017) Elihu Thomson Professor of Electrical Engineering and Computer Science am MIT. Gleichzeitig hat er eine Gastprofessur für Augenheilkunde an der Tufts University School of Medicine. Fujimoto gehört zu den Gründern der Unternehmen Advanced Ophthalmic Devices (heute Zeiss) für die Anwendung der OCT am Auge und LightLab Imaging (heute St. Jude Medical) für die Anwendung am Herz-Kreislauf-System.
Fujimoto befasst sich neben der OCT mit der Femtosekundenlaser-Physik und ihren Anwendungen.
Er erhielt zahlreiche Auszeichnungen, darunter 1990 den William O. Baker Award for Initiatives in Research der National Academy of Sciences, 2011 den Zeiss Research Award, 2012 den Prémio de Visão António Champalimaud, 2015 die Frederic Ives Medal der Optical Society of America und 2017 den Russ Prize der United States National Academy of Engineering. 2015 wurde er Ehrendoktor der Nikolaus-Kopernikus-Universität Toruń in Polen, 2018 ebenso der Friedrich-Alexander-Universität Erlangen-Nürnberg. 2023 erhielt er den Lasker~DeBakey Clinical Medical Research Award. Im selben Jahr erhielt er die National Medal of Technology and Innovation (für 2022).
Seit 2001 ist Fujimoto Mitglied der National Academy of Engineering, seit 2002 der American Academy of Arts and Sciences und seit 2006 der National Academy of Sciences. 2004 wurde er Fellow der American Association for the Advancement of Science. 2025 wurde Fujimoto in die National Inventors Hall of Fame aufgenommen. 